# Oceanisch kampioenschap voetbal onder 17 - 2009
Het Oceanisch kampioenschap voetbal onder 17 van 2009 was de 13e editie van het Oceanisch  kampioenschap voetbal onder 17, een toernooi voor nationale ploegen van landen uit Oceanië. De spelers die deelnemen zijn onder de 17 jaar. Er namen 6 landen deel aan dit toernooi dat van 20 april tot en met 24 april 2009 in Nieuw-Zeeland werd gespeeld. Nieuw-Zeeland werd winnaar van het toernooi.
Dit toernooi diende tevens als kwalificatietoernooi voor het wereldkampioenschap voetbal onder 17 van 2009, dat van 24 oktober tot en met 15 november 2009 in Nigeria werd gespeeld. De winnaar van dit toernooi plaatste zich, dat was Nieuw-Zeeland.

## Eindstand
| Pos. | Land            | GW | W | G | V | DV | DT | +/− | Ptn. |
| ---- | --------------- | -- | - | - | - | -- | -- | --- | ---- |
| 1    | Nieuw-Zeeland   | 3  | 3 | 0 | 0 | 7  | 0  | +7  | 9    |
| 2    | Tahiti          | 3  | 2 | 0 | 1 | 9  | 5  | +4  | 6    |
| 3    | Nieuw-Caledonië | 3  | 1 | 0 | 2 | 3  | 7  | –4  | 3    |
| 4    | Vanuatu         | 3  | 0 | 0 | 3 | 1  | 8  | –7  | 0    |

## Wedstrijden
|                              |                         |     |                                                 |                                 |
| 20 april 2009 12:30 (UTC+12) | Nieuw-Caledonië         | 2–5 | Tahiti                                          | North Harbour Stadium, Auckland |
| 20 april 2009 12:30 (UTC+12) | Manakeen 11' Wahaga 47' |     | Kamoise 1' Voirin 41' 58' Tupea 82' Tevenae 90' | North Harbour Stadium, Auckland |

|                              |                                |     |         |                                 |
| 20 april 2009 15:00 (UTC+12) | Nieuw-Zeeland                  | 3–0 | Vanuatu | North Harbour Stadium, Auckland |
| 20 april 2009 15:00 (UTC+12) | Doris 9' Milne 14' Murie 90+1' |     |         | North Harbour Stadium, Auckland |

|                              |                 |     |                                         |                                 |
| 22 april 2009 12:30 (UTC+12) | Vanuatu         | 1–4 | Tahiti                                  | North Harbour Stadium, Auckland |
| 22 april 2009 12:30 (UTC+12) | Maltungtung 12' |     | Tehau 11' Tevenae 62', 80' Dahlluin 77' | North Harbour Stadium, Auckland |

|                              |                              |     |                 |                                 |
| 22 april 2009 15:00 (UTC+12) | Nieuw-Zeeland                | 2–0 | Nieuw-Caledonië | North Harbour Stadium, Auckland |
| 22 april 2009 15:00 (UTC+12) | Hobson-McVeigh 58' Milne 87' |     |                 | North Harbour Stadium, Auckland |

|                              |         |                  |                 |                                 |
| 24 april 2009 12:30 (UTC+12) | Vanuatu | 0–1              | Nieuw-Caledonië | North Harbour Stadium, Auckland |
| 24 april 2009 12:30 (UTC+12) |         | Jules Patruel 3' |                 | North Harbour Stadium, Auckland |

|                              |        |                    |               |                                 |
| 24 april 2009 15:00 (UTC+12) | Tahiti | 0–2                | Nieuw-Zeeland | North Harbour Stadium, Auckland |
| 24 april 2009 15:00 (UTC+12) |        | Sole 28' Milne 31' |               | North Harbour Stadium, Auckland |